# Налоев, Заурбий Магометович
Заурбий Магометович Налоев (кабард.-черк. Нало Магомет и къуэ Зэурбий; 15 июля 1928, Старый Урух, Северо-Кавказский край — 5 июля 2012, Нальчик) — советский и российский кабардинский прозаик, народный писатель Кабардино-Балкарской Республики.

## Биография
Налоев З. М.родился 15 июля 1928 г. в с. Старый Урух Урванского района КБР. Кабардинец. Трудовую деятельность начал в 14-летнем возрасте кузнецом, в колхозе «Шекер», с. Старый Урух. После окончания в 1952 г. Кабардинского государственного педагогического института способного молодого человека пригласили работать на кафедру кабардинского языка и литературы. С 1954 г. по 2012 год Заурби Магометович работал в Кабардино-Балкарском институте гуманитарных исследований.
Высокая эрудиция, многогранность научной и творческой деятельности, Налоева выделяют его среди представителей национальной интеллигенции.
Связав свою жизнь с наукой, Заурби Магометович оставался преданным ей до конца своих дней. Он автор более 200 научных, литературно-критических, публицистических работ, докладов на международных, всесоюзных и региональных научных конференциях. В их числе 7 монографических работ и сборников статей по адыгской филологии и истории культуры.
Под его руководством созданы такие важные труды, как «Очерки истории кабардинской литературы», «Народные песни и инструментальные наигрыши адыгов» в 3-х томах, «Сказания о Жабаги Казаноко». Подготовлены и изданы наследие представителей Баксанского просветительского центра «Адаб баксанского культурного движения» (1991), труды Б. Куашева, Х. Эльбердова (1991), Дж. Налоева (2004), И.Клишбиева (2009).
З. М. Налоев собрал, систематизировал, составил научные комментарии к изданиям «Антология кабардинской поэзии» (1957), «Антология ранней адыгской литературы» (2010). Участвовал во множестве полевых фольклорных экспедиций и записал большое количество уникальных народных произведений, которые составили ценный фонд в научном архиве КБИГИ. Неоценимы его заслуги в подготовке и издании «Антологии кабардинской детской литературы», литературной обработке собрания кабардинских народных сказок, переводе ста лучших сказок народов мира на кабардинский язык. Все это стало бесценным достоянием культуры народов Кабардино-Балкарии.
Труды З. М. Налоева и сегодня являются образцом высокого профессионализма и масштабности. Посвященные фольклору, народно-профессиональному искусству джегуако, мифологии, истории письменной литературы и современному литературному процессу, они являются одной из вершин современного кавказоведения, что принесло З. М. Налоеву широкую известность и безусловный авторитет в научном мире.
Не меньшее значение для национальной культуры имеет его литературная деятельность. Многие его поэтические произведения вошли в фонд кабардинской классики. Их изучают в школах и высших учебных заведениях как высокие образцы словесного искусства адыгов. Появление сборника его новелл «Одинокий журавль» стало этапным явлением для всей кабардинской литературы. Образы, созданные З. М. Налоевым, отличаются философской глубиной и высочайшим художественным совершенством.
Будучи человеком необычайно широкой эрудиции, З. М. Налоев взрастил целое поколение ученых-фольклористов и литературоведов и стал основоположником школы национальной фольклористики в республике. Он уделял большое внимание вопросам образования и воспитания. Его перу принадлежит серия статей по вопросам вузовского и школьного обучения; он также являлся составителем антологических сборников фольклорных и литературных произведений для детей дошкольного, младшего школьного и среднего возраста.
Имя Заура Магометовича Налоева вписано золотыми буквами в летопись адыгского народа. Активно участвуя в общественной жизни адыгского народа, в становлении литературного, песенного, научного творчества, Заур Магометович содействовал сохранению и развитию национальной культуры, национального искусства, родного языка, приобщению людей к духовному богатству народа, к его истории, традициям, обычаям.
Заур Магометович Налоев — классик адыгской литературы, внесший большой вклад в создание антологии адыгской поэзии, в издание книги «Народные песни и инструментальные наигрыши адыгов».
Его труды изучают в Институтах гуманитарных исследовании Кабардино-Балкарии, Карачаево-Черкесии и Республики Адыгея. Его произведения включены в школьную программу этих республик.
Заур Налоев был талантливым поэтом. Его просветительская деятельность многогранна, им по крупицам были собраны и восстановлены утраченные страницы адыгского фольклора в ходе общения с жителями аулов и сел во время многочисленных научных экспедиций.
Талантливая журналистка, исследователь Наима Нифляшева говорит: «Когда-то студенткой я случайно прочла его статью „О восточном культурном канале“, которая стала шоком и на долгие годы определила мои профессиональные интересы..Статья была написана в 1974 году — тогда, когда главенствовал и безраздельно властвовал научный атеизм, и когда и подумать было невозможно, чтобы кто-то так мощно и ярко осмелился бы написать о влиянии мусульманской культуры на черкесов. О влиянии мусульманских университетов, интеллигенции, получившей образование в Стамбуле и Каире, о заимствовании таких фольклорных и литературных образов из „восточной традиции“, в которых личность доминировала над тесным кругом социальных связей.
Заур Налоев писал, что по уровню и степени влияния на культуру черкесов „восточный канал“ вполне сопоставим с русским образовательным проектом, писал об освежающем дыхании восточной культуры».
Заур Налоев много писал об известном черкесском политике Жабаги Казаноко, наиболее значимом и масштабном политическом деятеле Кабарды первой половины XVIII в. Налоеву принадлежит фундаментальный труд «Сказания о Жабаги Казаноко». Тщательно и виртуозно работая с источниками, он много сделал для того, чтобы осмыслить и провести границы между образами фольклорного и исторического Казаноко.
И Казаноко, и Налоев — неординарные люди, дошедшие до верхних ступеней социальной иерархии. Казаноко был советником могущественного князя Кайтукина, а Заур Налоев — признанным ученым и политиком, стоявшим у истоков Международной Черкесской Ассоциации.
В переломные моменты черкесской истории оба воплощали символ перемен. Если Казаноко в XVIII в. говорил о равенстве сословий, о необходимости модернизации общества, о правах женщины, то в 1990-е Налоев говорил о необходимости для черкесов вписаться в глобальный мир, но сохранить свою идентичность, «Адыгэ Хабзэ» — альфу и омегу черкесского бытия. В определённом смысле и Ж.Казаноко, и З. Налоев были людьми, сохранившими свое достоинство во времена перемен, людьми совершенно новых эпох, эпох культурной ломки.
И ещё — невозможно не сказать о том, что Заур Налоев был ученым, который вывел из тени институт джегуако, профессиональных песнетворцев. «Я навсегда остался в плену у джегуако», — сказал он в одном из своих интервью. Джегуако, способных одним словом своим из труса сделать храбреца, защитника свободы своего народа, а вора превратить в честного человека, Заур Налоев поместил в широкий европейский контекст аналогичных культурных явлений и вписал в общемировые культурные процессы.
Его труды по фольклористике маститые ученые РАН называли явлением в советской науке.

## Трудовая деятельность
З. М. Налоев занимался активной общественной деятельностью, был настоящим патриотом и подлинным интернационалистом. Ему была присуща высокая гражданская ответственность за судьбы национальных языков и культур, за процветание родной республики. В переломный для страны период начала 1990 годов он был избран депутатом Верховного Совета республики (1990—1994 гг.) и одним из первых открыто выступил в защиту и за сохранение языка и культурного наследия адыгов.
Будучи членом Конгресса кабардинского народа (1992—1994) и Тхамадой общественной организации «Адыгэ Хаса», Заур Налоев проявил себя как лидер, патриот, гуманист, с уважением относившийся к другим народам.
В 1979—1987 гг. руководил сектором фольклора и литературы Кабардино-Балкарского научно-исследовательского института.
В 1990 г. избирался депутатом парламента Кабардино-Балкарии, был организатором и первым руководителем республиканского общественного движения «Адыгэ хасэ».

## Общественная деятельность
З. М. Налоев занимался активной общественной деятельностью, был настоящим патриотом и подлинным интернационалистом. Ему была присуща высокая гражданская ответственность за судьбы национальных языков и культур, за процветание родной республики. В переломный для страны период начала 1990 годов он был избран депутатом Верховного Совета республики (1990—1994 гг.) и одним из первых открыто выступил в защиту и за сохранение языка и культурного наследия адыгов.
Налоев З. М.стал одним из организаторов и первым руководителем республиканского общественного движения «Адыгэ хасэ»,
Заур Магометович был одним из участников совещания в Голландии в 1991 году представителей адыгов, проживающих в разных странах мира, на котором был инициирован созыв Международного черкесского конгресса в г. Нальчике. С его активным участием был разработан Устав и учреждена в 1991 году Международная Черкесская Ассоциация, членом Совета которой он был в 1991—1993 годах.
Будучи членом Конгресса кабардинского народа (1992—1994) и Тхамадой общественной организации «Адыгэ Хаса», Заур Налоев проявил себя как лидер, патриот, гуманист, с уважением относившийся к другим народам.

## Творчество
Автор более 200 научных, литературно-критических, публицистических работ, докладов на международных, всесоюзных и региональных научных конференциях. В их числе 7 монографических работ и сборников статей по адыгской филологии и истории культуры.
Под его руководством созданы «Очерки истории кабардинской литературы», «Народные песни и инструментальные наигрыши адыгов» в 3-х томах, «Сказания о Жабаги Казаноко».
Подготовлены и изданы наследие представителей Баксанского просветительского центра «Адаб баксанского культурного движения» (1991), труды Б. Куашева, Х. Эльбердова (1991), Дж. Налоева (2004), И.Клишбиева (2009).
Собрал, систематизировал, составил научные комментарии к изданиям «Антология кабардинской поэзии» (1957), «Антология ранней адыгской литературы» (2010).

## Награды
- Почетное звание "Профессор Абхазского государственного университета (1998 г.)
- «Заслуженный деятель науки Кабардино-Балкарской Республики» (1986 г.)
- «Заслуженный деятель культуры Республики Абхазия» (1992 г.)
- Награждён Орденом Леона (Абхазия — 1998 г.)
- Награждён медалями «За доблестный труд в период Великой Отечественной войны», «50 лет Победы в Великой Отечественной войне 1941—1945 гг.»
- Почетными грамотами президиума Верховного Совета КБАССР (1966, 1987), президиума Кабардино-Балкарского областного совета профсоюзов (1988)

## Семья
Женат. Сын, дочь, 4 внука,8 правнуков

## Память
Установлена мемориальная доска в школе в с. Хатуей (ранее Старый Урух).